# Ring Ring (chanson)
Singles de ABBA
He Is Your Brother
(1972) Another Town, Another Train
(1973)
Clip vidéo
[vidéo] « Ring Ring », sur YouTube
Ring Ring est une chanson enregistrée en 1973 par le groupe suédois ABBA, alors présentée dans certains pays sous le nom « Björn + Benny + Anna + Frieda » ou « Bjorn & Benny, Agnetha & Frida ». Elle est parue sur l'album du même nom. 
La chanson est écrite à l'origine en suédois par Benny Andersson et Björn Ulvaeus, avec leur manager Stig Anderson, sous le titre originel de Ring Ring (bara du slog en signal). Cette version suédoise sort le 14 février 1973 chez Polar Music et atteint la première place du hit-parade suédois. La traduction des paroles en anglais, réalisée avec l'aide de Neil Sedaka et de son collaborateur Phil Cody et sortie en single le 19 février 1973, a permis au groupe de se faire connaître dans certains pays européens et africains. Le reste de l'Europe, l'Amérique du Nord et l'Australie n'ont découvert ABBA que l'année suivante.
Ring Ring raconte l'histoire d'une amoureuse qui attend seule près du téléphone que la personne qu'elle convoite l'appelle.

## Contexte
Après le succès de People Need Love en 1972 par Björn & Benny, Agnetha & Anni-Frid (nom du groupe à l'époque), le manager du groupe, Stig Anderson, réalise le potentiel de l'association des talents vocaux des femmes avec les talents d'écriture des hommes. Il fut alors décidé que le quatuor enregistrerait un 33 tours qui deviendra finalement l'album Ring Ring.
Andersson, Ulvaeus et Anderson ont été invités à présenter une chanson au Melodifestivalen 1973, dont le gagnant représenterait la Suède au Concours Eurovision de la chanson 1973. Après plusieurs jours, Andersson et Ulvaeus ont composé la musique de la version suédoise de Ring Ring, avec le titre provisoire Klocklåt (« Chanson de la cloche »). Anderson a écrit les paroles avec l'intention d'en faire une chanson pop, en essayant d'éliminer le grand apparat entourant le Concours Eurovision de la chanson à l'époque.
La chanson est ensuite rebaptisée Ring Ring. Pour la rendre plus accessible à un public universel, Anderson a demandé à l'auteur-compositeur américain Neil Sedaka d'écrire les paroles d'une version anglaise. Sedaka était alors séparé de son parolier Howard Greenfield mais, avec l'aide de son parolier de l'époque Phil Cody (qui n'avait pas l'habitude d'écrire dans ce style), il a écrit un ensemble de paroles en anglais. Record World déclare que les paroles coécrites par Sedaka « [traitent] d'une relation froide et d'un téléphone silencieux ».
Le 10 janvier 1973, la chanson a été enregistrée au studio Metronome à Stockholm. L'ingénieur du son Michael B. Tretow, qui collaborera plus tard avec Andersson et Ulvaeus sur de nombreux singles et albums, avait lu un livre sur le producteur de disques Phil Spector (Out of His Head: The Sound of Phil Spector), célèbre pour le traitement « mur de son » qu'il appliquait aux chansons qu'il produisait. Alors que Spector utilisait plusieurs musiciens jouant les mêmes instruments dans le même studio d'enregistrement au même moment, une telle technique serait beaucoup trop coûteuse pour l'enregistrement de Ring Ring. La solution de Tretow consiste à enregistrer deux fois la piste d'accompagnement de la chanson afin d'obtenir un son orchestral. En changeant la vitesse de la bande entre les deux enregistrements, les instruments étaient légèrement désaccordés, ce qui augmentait l'effet. Cette méthode ne ressemblait à rien de ce qui avait été fait auparavant dans la musique suédoise.
Lorsque ABBA a interprété Ring Ring lors du Melodifestivalen le 10 février 1973, il s'agissait d'une version plus simple, arrangée par Lars Samuelson et soutenue par son orchestre, qui avait perdu le son de la production « mur de son ». La chanson termine en troisième position. Néanmoins, lorsque l'enregistrement studio de la chanson a été publié, il a été bien mieux accueilli dans le hit-parade suédois Kvällstoppen, à la fois dans sa version suédoise et anglaise, atteignant respectivement la première et la deuxième place.
Le quatuor décide alors que se produire en tant que groupe est une idée sérieuse et réaliste. Ils partent en tournée en Suède et, malgré l'échec de Ring Ring à représenter le pays au Concours Eurovision de la chanson 1973, ils commencent à se préparer pour le Melodifestivalen 1974 avec Waterloo.

## Clip vidéo
Le clip vidéo de la chanson Ring Ring a été enregistré en juin 1974 aux studios SVT de Stockholm, en Suède. Réalisée par Lasse Hallström, elle montre les membres du groupe chantant la chanson dans un studio peint en blanc et accompagnés par Lasse Wellander, Ola Brunkert et un autre guitariste. Le clip n'utilise pas la version originelle de la chanson, mais la version remixée de 1974. Le clip vidéo de Ring Ring a été inclus dans les DVD ABBA Number Ones et The Definitive Collection.

## Liste des titres
| A. | Ring Ring (bara du slog en signal) | 3:07 |
| B. | Åh, vilka tider                    | 2:31 |

| A. | Ring Ring (version anglaise) | 3:06 |
| B. | She's My Kind of Girl        | 2:46 |

| A. | Ring Ring (version anglaise) | 3:05 |
| B. | Rock'n Roll Band             | 2:51 |

| A. | Ring Ring (version allemande)    | 3:00 |
| B. | Wer im Wartesaal der Liebe steht | 3:08 |

## Crédits
- Agnetha Fältskog – chant et chœurs
- Anni-Frid Lyngstad – chant et chœurs
- Björn Ulvaeus – chant et chœurs, guitare rythmique
- Benny Andersson – chœurs, claviers

Autres musiciens
- Janne Schaffer – guitare
- Rutger Gunnarsson – basse
- Ola Brunkert – batterie
- Ulf Andersson (sv) – saxophone

## Classements
| Classement (1973)    | Meilleure position |
| -------------------- | ------------------ |
| Suède (Kvällstoppen) | 1                  |

| Classement (1973–74)                    | Meilleure position |
| --------------------------------------- | ------------------ |
| Afrique du Sud (Springbok Top 20)       | 3                  |
| Australie (Kent Music Report)           | 92                 |
| Autriche (Ö3 Austria Top 40)            | 2                  |
| Belgique (Flandre Ultratop 50 Singles)  | 2                  |
| Belgique (Wallonie Ultratop 50 Singles) | 17                 |
| Danemark (IFPI)                         | 2                  |
| Finlande (Suomen virallinen lista)      | 25                 |
| Norvège (VG-lista)                      | 2                  |
| Nouvelle-Zélande (RMNZ)                 | 17                 |
| Pays-Bas (Nederlandse Top 40)           | 5                  |
| Pays-Bas (Nationale Hitparade)          | 5                  |
| Rhodésie (Hits of the Week)             | 12                 |
| Suède (Kvällstoppen)                    | 2                  |

| Chart (1974–76)                | Peak position |
| ------------------------------ | ------------- |
| Australie (Kent Music Report)  | 7             |
| Royaume-Uni (UK Singles Chart) | 32            |
| Nouvelle-Zélande (RMNZ)        | 17            |

| Classement (1973)              | Position |
| ------------------------------ | -------- |
| Autriche (Ö3-Jahreshitparade)  | 8        |
| Belgique (Flandre Ultratop)    | 21       |
| Pays-Bas (Nederlandse Top 40)  | 65       |
| Pays-Bas (Nationale Hitparade) | 46       |

| Classement (1976)             | Position |
| ----------------------------- | -------- |
| Australie (Kent Music Report) | 49       |

## Versions officielles
Plusieurs versions différentes sont enregistrées par le groupe et ont été sorties officiellement en single ou sont parues sur un album du groupe.
| Titre                                      | Date de sortie | Album                        | Note                                                     |
| ------------------------------------------ | -------------- | ---------------------------- | -------------------------------------------------------- |
| Ring Ring (bara du slog en signal)         | 1973           | Ring Ring (édition suédoise) | version suédoise                                         |
| Ring Ring                                  | 1973           | Ring Ring                    | version en anglais                                       |
| Ring Ring (1974 Remix / Single Version)    | 1973           | single uniquement            | version en anglais remixée                               |
| Ring Ring (U.S. Remix 1974)                | 1973           | single uniquement            | version en anglais remixée pour le marché américain      |
| Ring Ring (German Version)                 | 1973           | single uniquement            | version en allemand                                      |
| Ring Ring (Spanish Version)                | 1993           | Más ABBA Oro                 | version en espagnol                                      |
| Ring Ring (Swedish/Spanish/German Version) | 1994           | Thank You for the Music      | pot-pourri des versions en suédois, espagnol et allemand |